# درشهوار سلطان
```
بیگم
 صاحبه 
خدیجه خیریه عایشه دُرِّشَهْوار سلطان
 (
ترکی عثمانی
: 
خدیجه خیریه عائشه درشهوار سلطان
؛ ۲۶ ژانویه ۱۹۱۴؛ فوریه ۲۰۰۶) دختر 
عبدالمجید دوم
 
از سلسله عثمانی بود
 که آخرین 
وارث مشهور
 به 
تاج
 و 
تخت شاهنشاهی عثمانی
 و آخرین 
خلیفه
 خلافت عثمانی بود. وی عناوین شاهزاده خانم برار را از طریق ازدواج، و شاهزاده خانم 
امپراطوری عثمانی
 با تولد قبل از الغاء سلطنت در سال ۱۹۲۲ داشت.
```